# Maksis Kazāks
Maksis Kazāks (ur. 10 maja 1912 w Rydze, zm. 19 czerwca 1983 w Toronto) – łotewski koszykarz.

## Kariera
W reprezentacji Łotwy rozegrał 34 mecze. Wraz z kadrą wystąpił na igrzyskach olimpijskich w 1936, na których zagrał w 3 spotkaniach, a Łotysze zajęli 15. miejsce oraz na mistrzostwach Europy w 1939, na których Łotysze zdobyli srebrny medal.
Reprezentował klub LVKA.

## Losy po zakończeniu kariery
Po drugiej wojnie światowej wyemigrował do Niemiec, stamtąd w 1948 roku do Anglii, a następnie (w 1951 roku) do Kanady. Na emigracji był aktywnym działaczem organizacji sportowych.
Zmarł 19 czerwca 1983 w Toronto.

## Życie osobiste
Był żonaty z Dainą, z którą miał syna Jānisa.